# Alurnus costalis
Alurnus costalis là một loài bọ cánh cứng trong họ Chrysomelidae. Loài này được Rosenberg miêu tả khoa học năm 1898.